# 高恩洪
高 恩洪（こう おんこう）は、清末民初の政治家。北京政府、直隷派に属した。字は定庵。

## 事跡

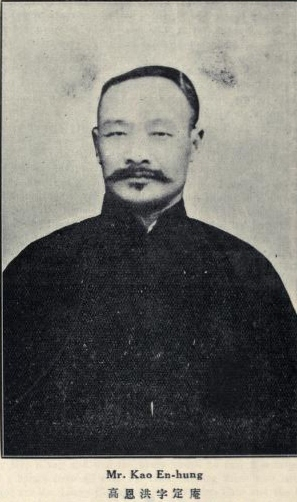
高恩洪別影 (Who's Who in China 3rd ed.,1925)

上海電気測量学堂を卒業して、イギリスに留学する。インペリアル・カレッジ・ロンドンを卒業後に帰国して、電報局の職員となり、後に徐世昌の文案（秘書）となった。
1907年（光緒33年）、インドとチベットの国境画定交渉に参加し、その後、東三省電報事宜となる。1909年（宣統元年）、郵伝部津浦鉄路局弁事員を経て、袁世凱内閣が成立した1911年（宣統3年）には、交通部秘書に任じられた。
中華民国が成立すると、高恩洪は、川漢鉄路局秘書兼漢口電報局局長となる。1914年（民国3年）、川蔵電報局局長に異動する。その翌年には、上海電料管理局局長を務めた。1920年（民国9年）9月、交通部諮議を兼任した。
1922年（民国11年）5月以降、顔恵慶、唐紹儀、王寵恵、汪大燮の各内閣で署理交通総長をつとめた。これにより、直隷派の政治家と目されるようになる。1924年（民国13年）3月、膠澳埠督弁、私立青島大学校長をつとめた翌年10月には、呉佩孚率いる十四省聯軍司令部交通処処長となった。呉佩孚の敗北とともに、高恩洪も下野して実業界に転じる。上海で自動車会社を創設した。
1928年（民国17年）、上海で死去。享年54。